# Ярослав Мудрый (фильм)
«Ярослав Мудрый» — советский биографический художественный фильм режиссёра Григория Кохана о жизни русского князя Ярослава, ставшего великим князем Киевской Руси Ярославом «Мудрым». Картина является совместным произведением Киевской киностудии имени Александра Довженко и киностудии «Мосфильм».

## Сюжет
988 год. Великий князь Киевской Руси Владимир поменял старую веру славян на христианство и отказался от своих многочисленных прежних «языческих» жён, в том числе и от полоцкой жены — варяжки Рогнеды. Юный сын Рогнеды от Владимира — Ярослав слаб ногами, но мать уверена, что он ещё поднимется и достигнет больших высот власти. Ярослав тем временем всё больше и больше ненавидит своего отца за пренебрежение к своей матери.
С тех пор прошло 15 лет. За это время Ярослав всё-таки встал на ноги и получил во владение от отца Ростовскую волость. Но этот период его жизни в фильме не показан. Затем, после смерти старшего брата, согласно лествичному праву, Ярослав перешёл на княжение в Новгородскую волость.
1014 год. Новгородская дружина Ярослава прозвала его «Мудрым». Параллельно политическим событиям развивается сюжет трагической любви Ярослава и простой славянской девушки Любавы, на которой он, как высокородный наследный варяжский князь, не захотел жениться. Затем, Ярослав отказывается платить ежегодную дань своему отцу в Киев. Владимир собирается в поход на Новгород, чтобы наказать непокорного сына, но его отвлекает очередное нападение на Киев печенегов.
1015 год. В Киеве умирает великий князь Владимир. По старшинству киевский престол всей Руси занимает брат Ярослава — Святополк. Но есть и ещё много братьев. Кровавая схватка за престол неизбежна. Ярослав тем временем в Новгороде укрепляет родственные связи со шведами, увеличивая своё варяжское войско.
1019 год. После междоусобной войны братьев-князей именно Ярославу всё-же удаётся отвоевать киевский престол. Теперь он начинает свою собственную борьбу с внутренними и внешними врагами Руси…

## В ролях
- Юрий Муравицкий — Ярослав Мудрый, великий князь Киевский
- Пётр Вельяминов — Владимир Святославич, великий князь Киевский, отец Ярослава
- Людмила Смородина — Ингигерда, жена Ярослава
- Константин Степанков — Мстислав Владимирович, князь Черниговский, брат Ярослава
- Олег Драч — Борис Владимирович, князь Ростовский, брат Ярослава
- Николай Белый — Глеб Владимирович, брат Ярослава
- Николай Бабенко — Святополк Окаянный, князь Туровский, брат Ярослава
- Леонид Филатов — Твердислав, воевода
- Всеволод Гаврилов — Воинег (озвучивает Павел Морозенко)
- Борис Ставицкий — боярин Коснятин
- Татьяна Кондырева — Любава, мать Нежданы
- Ольга Белявская — Неждана
- Андрей Харитонов — Ясноок, художник-иконописец
- Николай Гринько — Никон
- Вацлав Дворжецкий — митрополит Иларион Киевский
- Лембит Ульфсак — Эймунд, варяг
- Александр Быструшкин — Полулик
- Виктор Шульгин — Радим
- Александр Карин — Рубач
- Алексей Колесник — Лука
- Игорь Слободской — Торд
- Николай Заднепровский — Волчий Хвост, воевода Святополка
- Николай Дупак — Путша, воевода Святополка
- Бимболат Ватаев — Куджи, вождь печенегов
- Раиса Недашковская — Рогнеда, жена князя Владимира, мать Ярослава
- Марк Гресь — Ярослав в детстве
- Олег Фёдоров — митрополит Византии
- Олег Федулов — меткий стрелок (нет в титрах)
- Юрий Борев — византийский посол (в титрах обозначен как эпизодическая роль)

## Съёмки
Съёмки фильма проходили в комплексных декорациях и натурных интерьерах Обуховского района Киевской области. Председатель Государственного комитета по кинематографии Украинской ССР Юрий Олоненко заявил, что создание фильма стало «серьёзным экзаменом» для киностудии им. Довженко.

## Награды
- 1982 — 15 ВКФ (Таллин) по разделу художественных фильмов: приз и диплом жюри фильму «Ярослав Мудрый»[2].